# Proces łucki
Proces łucki – proces sądowy w Łucku w 1934, w wyniku którego skazano działaczy Komunistycznej Partii Zachodniej Ukrainy za zdradę stanu na rzecz ZSRR.

## Geneza procesu
W listopadzie 1930 policja aresztowała na Wołyniu Iwana Kozaka, instruktora Komitetu Centralnego Komunistycznej Partii Zachodniej Ukrainy, który podjął współpracę z policją zostając prowokatorem, dzięki któremu aresztowano szereg działaczy KPZU, m.in. Mikołaja Pawłyka (sekretarza KPZU) czy Ozjasza Szechtera (szefa Wydziału Zawodowego KC KPZU). Dysponował on obszerną wiedzą na temat działalności partii. Po aresztowaniu Iwan Kozak podjął współpracę z policją, gdyż, jak przyznał, od jakiegoś czasu nie podzielał postulatów głoszonych przez komunistów. W sporządzonym na potrzeby śledztwa raporcie Kozak opisał działalność KPZU. Podał w nim szczegóły kampanii propagandowych, informację dotyczące infiltracji działających w Polsce partii i organizacji społeczno-politycznych. Napisał także o składowaniu przez komunistów broni, która miała zostać wykorzystana w trakcie zbrojnej akcji przeciwko Polsce. Kozak odegrał także bardzo istotną rolę przy aresztowaniu działaczy komunistycznych. Organa ścigania wykorzystały go, jako prowokatora. Zatrzymani byli przetrzymywani w Urzędzie Śledczym w Łucku, gdzie składali zeznania. W czasie śledztwa zginął także jeden z zatrzymanych, Stefan Bojko (policja utrzymywała, iż podczas konwojowania skoczył z mostu i się utopił).

## Przebieg procesu
W lipcu 1933 przedstawiono akt oskarżenia, w którym obwiniono 57 osób o „wejście w porozumienie z innymi osobami w celu pozbawienia państwa polskiego niepodległego bytu lub oderwania części jego obszaru” (art. 97 § 1 w związku z art. 93 § 1 ówczesnego kodeksu karnego). Proces rozpoczął się w lutym 1934. Rozprawie przewodniczył wiceprezes Sądu Okręgowego w Łucku, Nowakowski, a obronę koordynował Teodor Duracz, radca w poselstwie ZSRR w Warszawie. Dokumenty sądowe ze śledztwa archiwizowała na potrzeby partii komunistycznej partnerka jednego z oskarżonych i skazanych za zdradę stanu na rzecz ZSRS – Ozjasza Szechtera – matka Adama Michnika – Helena Michnik. Proces odbił się szerokim echem w prasie II Rzeczypospolitej. Sąd nie rozstrzygnął czy oskarżeni byli bici, jednak uznał, iż nie zmieniłoby to faktu, że dowody rzeczowe potwierdziły prowadzenie przez 45 obwinionych działalności na szkodę państwa polskiego. W wyroku, który zapadł 14 kwietnia 1934, postanowiono o karach od 3 do 8 lat pozbawienia wolności. Na 8 lat skazano 14 oskarżonych: Pawłyka, Szechtera, Stolarczyka, Kupranyca, Stupa, Galińskiego, Kowala, Kuszko, Branowitzera, Durdełłę, Jaworskiego, Oleksiuka i Habermana. 13 oskarżonych sąd skazał na 7 lat, 10 oskarżonych na 6 lat.

## Po procesie
W 1936 na mocy amnestii większość skazanych zwolniono przedterminowo. Osoby te powróciły do działalności komunistycznej, jednak niektórzy z nich zostali usunięci z partii bądź zawieszeni z uwagi na zbyt daleko posuniętą, w ocenie KPZU, współpracę z Policją Państwową podczas śledztwa.

## Spór wokół Szechtera
W wydanej przez IPN książce Marzec 1968 w dokumentach MSW (pod red. Piotra Gontarczyka) pojawiła się informacja, że w związku z tym procesem „aresztowany i skazany za szpiegostwo na rzecz ZSRR (1934)” został Ozjasz Szechter, ojciec Adama Michnika. IPN odmówił sprostowania tej nieprawdziwej zdaniem Michnika informacji, za co został pozwany, z żądaniem „opublikowania sprostowania i przeproszenie za nieprawdziwą wiadomość”. 20 listopada 2009 zapadł prawomocny wyrok, w którym sąd nakazał IPN-owi przeprosić Adama Michnika za podanie nieprawdziwych informacji o jego ojcu. IPN przeprosił za nazwanie Ozjasza Szechtera szpiegiem na swojej stronie internetowej i w gazecie „Rzeczpospolita”.